# Fältartist
En fältartist är en av en stat kontraktsanställd artist med uppgift att underhålla militära trupper i fält. 
I USA rekryterade under andra världskriget United Service Organizations (USO) Camp Shows program underhållare till militärer stationerade utomlands. 1951 bildades Armed Forces Entertainment som övertog uppgiften. I Storbritannien startades Entertainments National Service Association 1939 av skådespelaren och filmproducenten Basil Dean.
En känd fältartist är brittiska Vera Lynn, som bland annat underhöll och uppmuntrade trupperna med sången "We'll Meet Again".

## Svenska fältartister
En svensk fältartist ingår i Försvarets fältartister och får då möjlighet att utbilda sig på någon av de kurser som genomförs varje år i Höllviken. Man ställer sig därmed till förfogande att på frivillig väg kunna bli krigsplacerad som fältartist i Sverige. Den som inte är vapenvägrare men är professionell artist, musiker, sångare, stå-uppare och svensk medborgare kan bli fältartist.
Under beredskapsåren lades grunden för idén till att organisera fältartisterna. År 1953 bildades Försvarets Fältartistkår som sedan blev Försvarets Fältartistförening 1956 och i dag (2022) Försvarets Fältartister som är en del av Svenska Försvarsutbildningsförbundet.